# Planungsregion Oberfranken-West
Die Planungsregion Oberfranken-West ist eine von insgesamt 18 Planungsregionen des Freistaates Bayern. Verwaltungssitz ist die Stadt Bamberg.

## Struktur

Planungsregion 4: Oberfranken-West

Die Planungsregion Oberfranken-West liegt im Norden Bayerns und ist Teil des Regierungsbezirkes Oberfranken. Im Regionalen Planungsverband sind folgende Körperschaften zusammengeschlossen: die kreisfreien Städte Bamberg und Coburg sowie die Landkreise Bamberg, Coburg, Forchheim, Kronach und Lichtenfels sowie die dazugehörigen Landkreisgemeinden.
Oberzentren sind die kreisfreien Städte Bamberg und Coburg. Zugehörige Mittelzentren sind Bamberg, Coburg, Forchheim, Kronach, Lichtenfels und Neustadt bei Coburg. Letzterer hat Verflechtungen mit Sonneberg in Thüringen.
2015 lebten in der Region knapp 600.000 Einwohner auf einer Fläche von 3.680 km². Davon lebten über 77.000 in Bamberg und über 41.000 in Coburg.

## Geschichte
1972 erfolgte die Einteilung des Freistaates Bayern in 18 Planungsregionen auf Grundlage des Bayerischen Landesplanungsgesetzes von 1970. Der Regionale Planungsverband entstand am 16. Mai 1973. Aktueller Verbandsvorsitzender ist der Bamberger Landrat Johann Kalb.